# Diplomonadida
Die Diplomonadida oder Diplomonaden sind eine Gruppe von Protisten, die zu den Excavata gehören. Ihr bekanntester Vertreter ist Giardia intestinalis, die beim Menschen und anderen Säugern Giardiasis auslöst, eine starke Durchfallerkrankung.

## Merkmale
Diplomonadida weisen jeweils zwei Kinetiden und zwei Zellkerne auf, jedes Kinetid hat wiederum vier (vereinzelt zwei oder drei) Kinetosomen und Geißeln, selten findet sich ein Kinetid mit einem Kern. Je Kinetid weist eine der Geißeln nach hinten, wo sie dem entweder als Furche oder Röhre ausgebildeten Cytopharyngealapparat zuarbeitet. Der Cytopharyngealapparat und der Kern werden durch verschiedenste nicht-mikrotubulare Fasern gestützt.

## Lebensweise
Die Arten finden sich anaerobisch in Süßwasser freilebend, als Kommensalen in den Gedärmen von Tieren (Hexamita, Trepomonas) oder als Parasiten von Wirbeltieren und Wirbellosen (Giardia, Octomitus, Spironucleus). Krankheitserregende Formen verursachen Blutdurchfälle bei ihren Wirten.

## Systematik

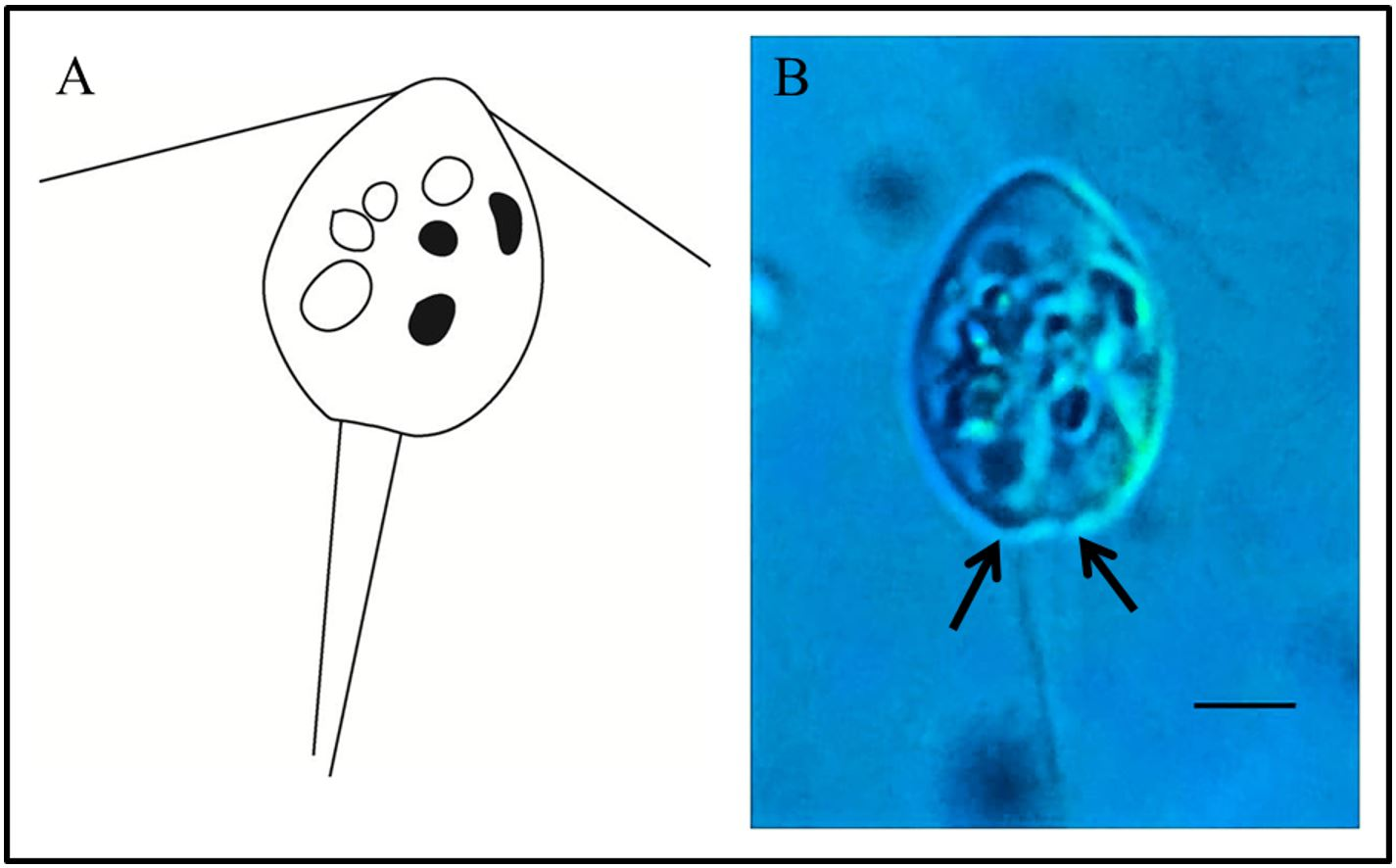
Hexamita inflata. (A) Schemazeichnung, (B) Mikrophotographie. Balken 5 µm.

Die Diplomonadida werden in zwei Untergruppen unterteilt, die Hexamitinae und die Giardiinae. Die lange als ursprüngliche Gruppe innerhalb der Diplomonadida angesehenen Enteromonadida werden mittlerweile in die Hexamitinae eingegliedert.
- Hexamitinae Kent, 1880, emend. Brugerolle et al., 1975
  - Hexamita
  - Spironucleus
  - Trepomonas
  - Enteromonas
  - Trimitus

- Giardiinae Kulda & Nohynkova, 1978
  - Giardia
  - Octomitus

## Belege
- Klaus Hausmann, Norbert Hülsmann, Renate Radek: Protistology, 3. Aufl., Schweizerbart, 2003, S. 47, ISBN 3-510-65208-8

## Nachweise
Fußnoten direkt hinter einer Aussage belegen die einzelne Aussage, Fußnoten direkt hinter einem Satzzeichen den gesamten vorangehenden Satz. Fußnoten hinter einer Leerstelle beziehen sich auf den kompletten vorangegangenen Absatz.
1. ↑  Wiktionary: kinetid (englisch).
2. 1 2  Adl, S. M., Simpson, A. G. B., Lane, C. E., Lukeš, J., Bass, D., Bowser, S. S., Brown, M. W., Burki, F., Dunthorn, M., Hampl, V., Heiss, A., Hoppenrath, M., Lara, E., le Gall, L., Lynn, D. H., McManus, H., Mitchell, E. A. D., Mozley-Stanridge, S. E., Parfrey, L. W., Pawlowski, J., Rueckert, S., Shadwick, L., Schoch, C. L., Smirnov, A. and Spiegel, F. W.: The Revised Classification of Eukaryotes. Journal of Eukaryotic Microbiology, 59: 429–514, 2012, PDF Online
3. ↑  Heinz Mehlhorn (Hrsg.): Encyclopedia of Parasitology, 3. Auflage, Bd. 2, S. 351, ISBN 978-3-540-48994-8
4. ↑  Sina M. Adl, Alastair G. B. Simpson, Mark A. Farmer, Robert A. Andersen, O. Roger Anderson, John A. Barta, Samual S. Bowser, Guy Brugerolle, Robert A. Fensome, Suzanne Fredericq, Timothy Y. James, Sergei Karpov, Paul Kugrens, John Krug, Christopher E. Lane, Louise A. Lewis, Jean Lodge, Denis H. Lynn, David G. Mann, Richard M. McCourt, Leonel Mendoza, Øjvind Moestrup, Sharon E. Mozley-Standridge, Thomas A. Nerad, Carol A. Shearer, Alexey V. Smirnov, Frederick W. Spiegel, Max F. J. R. Taylor: The New Higher Level Classification of Eukaryotes with Emphasis on the Taxonomy of Protists. The Journal of Eukaryotic Microbiology 52 (5), 2005; Seite 440